# Grammia quenseli
Grammia quenseli is een vlinder uit de familie van spinneruilen (Erebidae), onderfamilie  beervlinders (Arctiinae). 
De imago heeft een spanwijdte van 26 tot 42 millimeter.
De waardplanten voor deze soort zijn Lathyrus, nagelkruid (Geum), alpenvrouwenmantel (Alchemilla alpina), weegbree (Plantago), paardenbloem (Taraxacum) en gentiaan (Gentiana).
De soort komt voor in Noord-Fennoscandinavië, de Alpen (op hoogtes tussen 2000 en 2700 meter), Transsylvanië, in Azië rond de Amoer en ten oosten daarvan tot Japan, in Alaska en aangrenzend Canada, in het oosten van Canada en aangrenzende delen van het noorden van de Verenigde Staten.